# Воронежский государственный университет инженерных технологий
Воро́нежский госуда́рственный университе́т инжене́рных техноло́гий (аббревиатура ВГУИТ) — университет в России, в городе Воронеже. Основан в 1930 году. Расположен в историческом центре города Воронежа.

## История
Университет возник в 1930 году на базе технологического факультета Воронежского сельскохозяйственного института и получил название Воронежский институт пищевой промышленности (ВИППП). В 1932 году высшее учебное заведение было переименовано в Воронежский химическо-технологический институт (ВХТИ).

### В военные годы
С началом Великой Отечественной войны 22 июня 1941 года жизнь учебного заведения резко изменилась. Многие студенты и сотрудники отправились на фронт. Война внесла изменения и в тематику работы института — его сотрудники приняли участие в изготовлении одной из деталей (так называемой трубки) для реактивной миномётной установки («Катюши»), а также в разработке противотанковых зажигательных средств.
Летом 1942 года линия фронта уже находилась в непосредственной близости от Воронежа. В ночь на 29 июня институтский городок подвергся первой воздушной атаке вражеских бомбардировщиков. В результате налёта пострадало здание инженерного корпуса, а были повреждены многие другие строения. В это время учебные занятия проводились в подвальных помещениях.
Во время Великой Отечественной войны в 1942—1943 годы институт был эвакуирован в город Бийск, откуда был возвращён в Воронеж в лишь 1944 году. Но в 1947 он был переведён в Ленинград, где получил новое название — Ленинградский технологический институт пищевой промышленности (ЛТИПП).

### Возвращение в Воронеж
14 февраля 1959 года постановлением Совета Министров СССР ЛТИПП был переведён в Воронеж «в связи с упорядочением сети учебных заведений в стране и приближением их к производству». По возвращении он был преобразован в Воронежский технологический институт (ВТИ), став девятым по счёту вузом города. Разместился в здании бывшей мужской гимназии. Начался новый этап в развитии института: число факультетов возросло с двух до шести, кафедр — с 20 до 32, количество студентов увеличилось с 1300 до 5000 человек, а преподавателей — со 110 до 300.
В 1994 году в качестве результата признания заслуг учебного коллектива в подготовке высококвалифицированных специалистов институту был присвоен статус академии, а вуз получил название Воронежская государственная технологическая академия (ВГТА). В 2011 году вуз получает статус университета и носит своё современное название.

## Структура

### Ректоры
| Имя (род-ум)                  | Поступил на должность | Покинул должность |
| ----------------------------- | --------------------- | ----------------- |
| Иванов Сергей Захарович       | 1951                  | 1963              |
| Борис Иванович Кущев (1921)   | 1963                  | 12 июня 1986      |
| Виталий Ксенофонтович Битюков | 12 июня 1986          | 2007              |
| Евгений Дмитриевич Чертов     | 2007                  | 2019              |
| Попов, Василий Николаевич     | 2019                  | 2023              |
| Репников Николай Иванович     | 2024                  | по н.в.           |

| Корнеева Ольга Сергеевна 
( Временно исполняющая обязанности)
( с мая 2023 г по январь 2024).

### Факультеты
- Управления и информатики в технологических системах
- Инженерно-технический
- Экологии и химической технологии
- Технологический
- Экономики и управления
- Факультет безотрывного образования
- Факультет среднего профессионального образования
- Факультет довузовской подготовки
- Подготовительный факультет для иностранных граждан

### Библиотека
Первое время после создания Воронежский химико-технологический институт (ВХТИ) не имел собственных помещений, а все необходимое для ведения учебного процесса и научно-исследовательской работы он получал от Воронежского сельскохозяйственного института (СХИ). Только в 1933 году ВХТИ обрёл полную самостоятельность. В этом году была создана и библиотека вуза. Она заняла небольшой зал бывшего химического корпуса СХИ. Основой её книжного фонда послужила почти 1000 экземпляров учебной, общественно-политической и художественной литературы, переданной СХИ. Штат библиотеки состоял из 3 человек.
С развитием института из года в год улучшалось библиотечное обслуживание, увеличивался книжный фонд, росло число читателей. Перед Великой Отечественной войной библиотека насчитывала около 8000 книг. В настоящее время фонд библиотеки ВГУИТ насчитывает около 1 миллиона книг.

## Известные преподаватели
- член-корреспондент АН СССР профессор А. В. Думанский
- лауреат Государственной премии Ю. В. Корякин
- заслуженный работник высшей школы РФ профессор В. М. Баутин
- заслуженный деятель науки и техники РФ, профессор Я. И. Коренман
- заслуженный деятель науки РФ, профессор Ю. В. Красовицкий
- заслуженный деятель науки и техники РСФСР, профессор С.Е.Харин
- заслуженный деятель науки и техники РСФСР, профессор М.И.Ермолаев
- заслуженный деятель науки РФ , профессор А.В. Зубченко
- заслуженный деятель науки Молдавской ССР, профессор М.Х. Кишинёвский
- заслуженный деятель науки и техники РСФСР, профессор В.С. Постников
- заслуженный деятель науки РФ, профессор Н.А. Жеребцов

### Комментарии
1. ↑  Полная официальная форма: Федеральное государственное бюджетное образовательное учреждение высшего профессионального образования «Воронежский государственный университет инженерных технологий» (аббревиатура ФГБОУ ВПО «ВГУИТ»; англ. Federal State Budget Educational Institution of Higher Professional Education «Voronezh State University of Engineering Technologies» (аббревиатура англ. FSBEI HPE «VSUET»))